# Protein turnover
Protein turnover er balancen mellem proteinsyntese og proteinnedbrydning. Mere syntese end nedbrydning indikerer en anabolisk tilstand der opbygger fedtfrit væv som f.eks. skeletmuskulatur, større nedbrydning end syntese indikerer en katabolsk tilstand der nedbryder fedtfrit væv.
| Fysiologi | Spire Denne artikel om fysiologi er en spire som bør udbygges. Du er velkommen til at hjælpe Wikipedia ved at udvide den. |